# Saint-Christo-en-Jarez
Saint-Christo-en-Jarez è un comune francese di 1 825 abitanti situato nel dipartimento della Loira della regione dell'Alvernia-Rodano-Alpi.

## Amministrazione

### Gemellaggi
- Brembio, dal 2004

## Società

### Evoluzione demografica
Abitanti censiti